# Колоннада

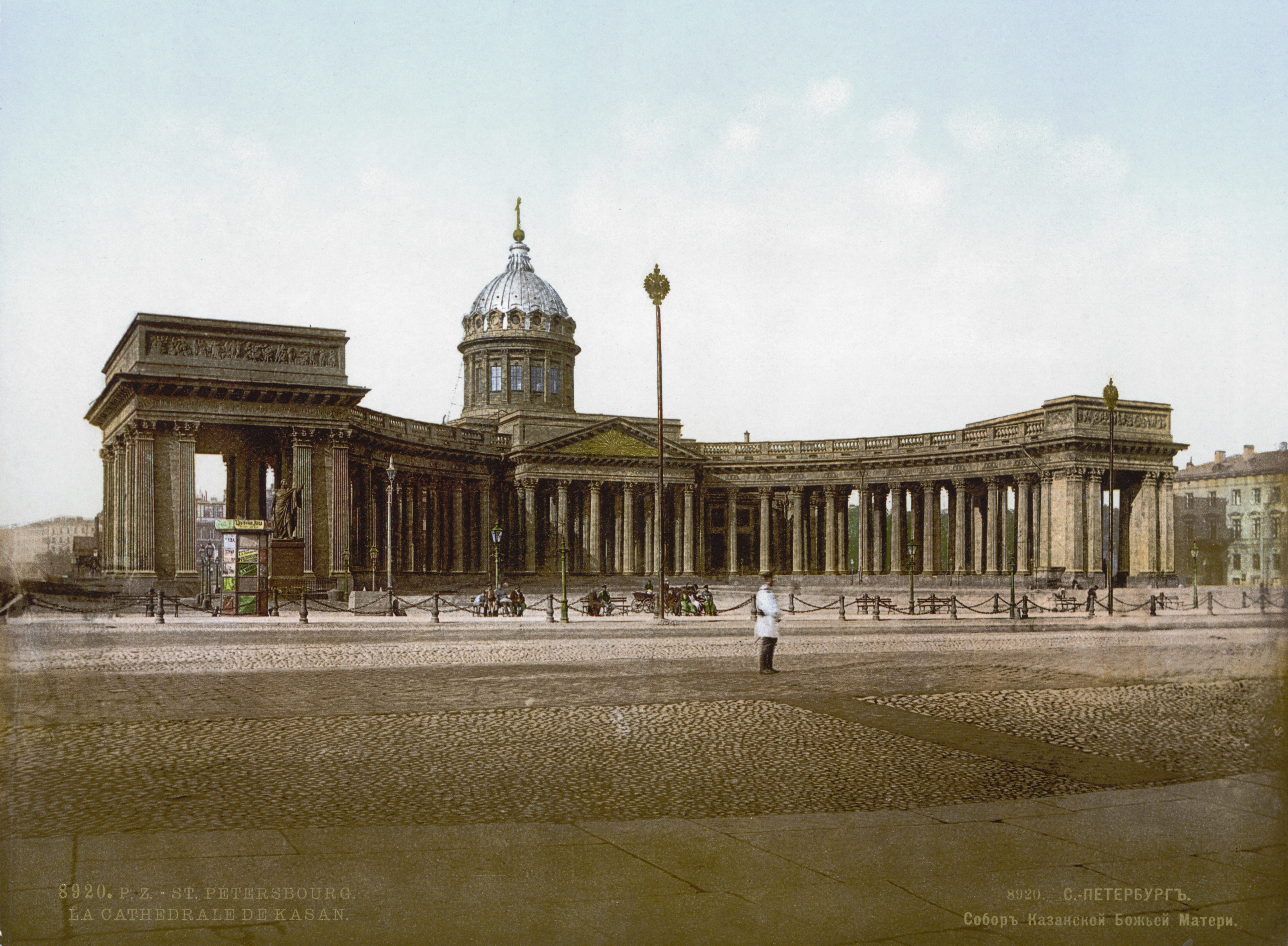
Колоннада Казанского собора (Санкт-Петербург). Фотохром Петра Павлова

Колоннада (фр. colonnade) — в архитектуре ряд или ряды колонн, объединённых горизонтальным перекрытием.
Колоннады могут применяться в виде портиков и галерей, примыкающих к зданию, которые объединяют его обособленные объёмы и зрительно связывают его с окружающим пространством двора или площади (например колоннада Казанского собора Санкт-Петербурга, 1801—11, архитектор А. Н. Воронихин), а также с окружающей природой.
Колоннада может выступать самостоятельным сооружением (например, «Колоннада Аполлона» в Павловском дворце, 1780—83, архитектор Чарльз Камерон).
При использовании колоннад внутри зданий ими обычно обрамляют крупные залы и используют для расчленения и одновременно связи отдельных частей парадного интерьера.
Колоннады также могут представлять собой отдельные сооружения. Крытые колоннады называются стоа. Среди известных сооружений такого рода можно упомянуть колоннаду на площади святого Петра в Ватикане и могилу Канта в Кёнигсбергском кафедральном соборе, которую в старом Кёнигсберге называли stoa Kantiana.

## Известные колоннады

### Древний мир

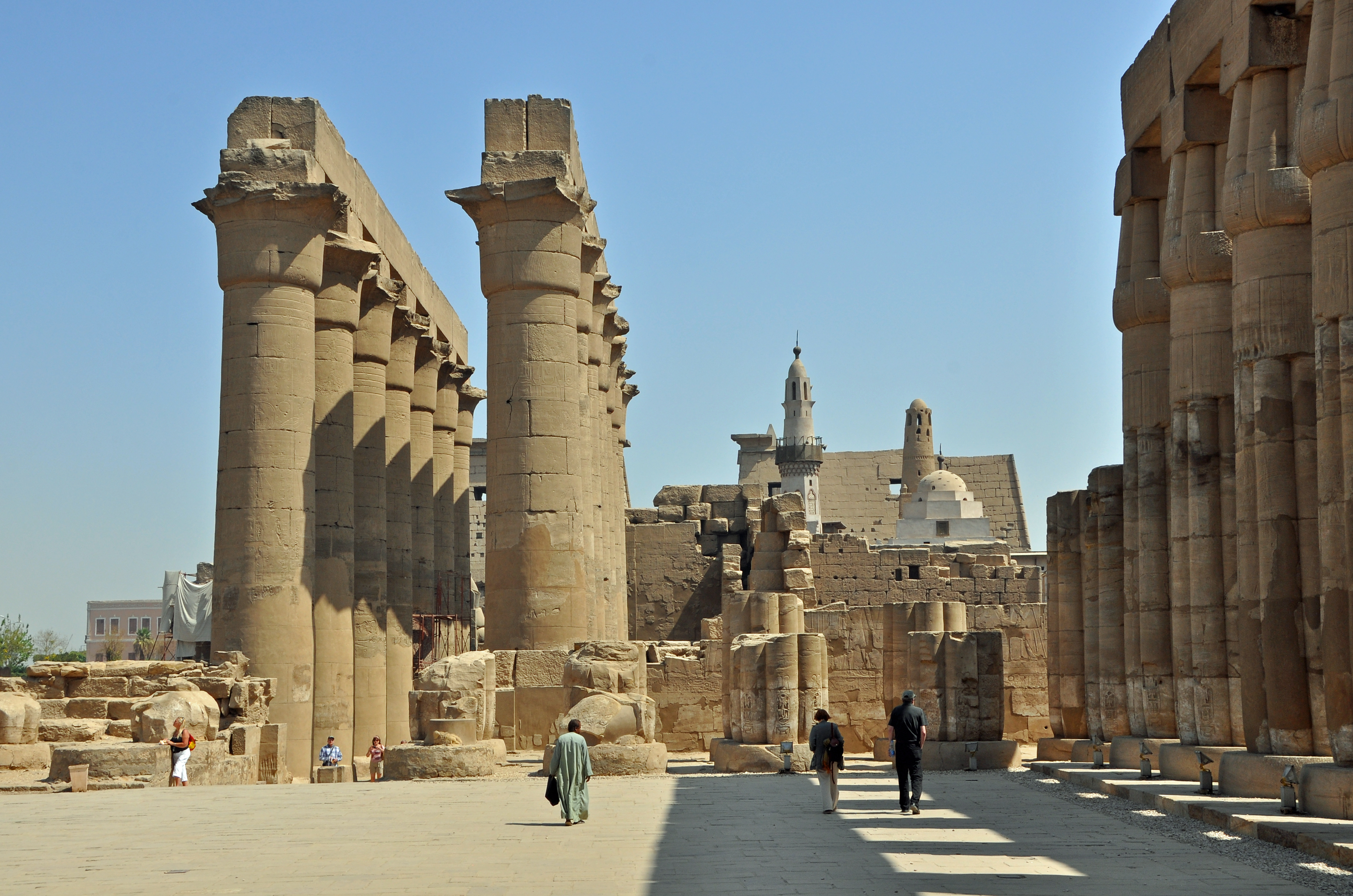
Колоннада Аменхотепа III в Луксорском храме
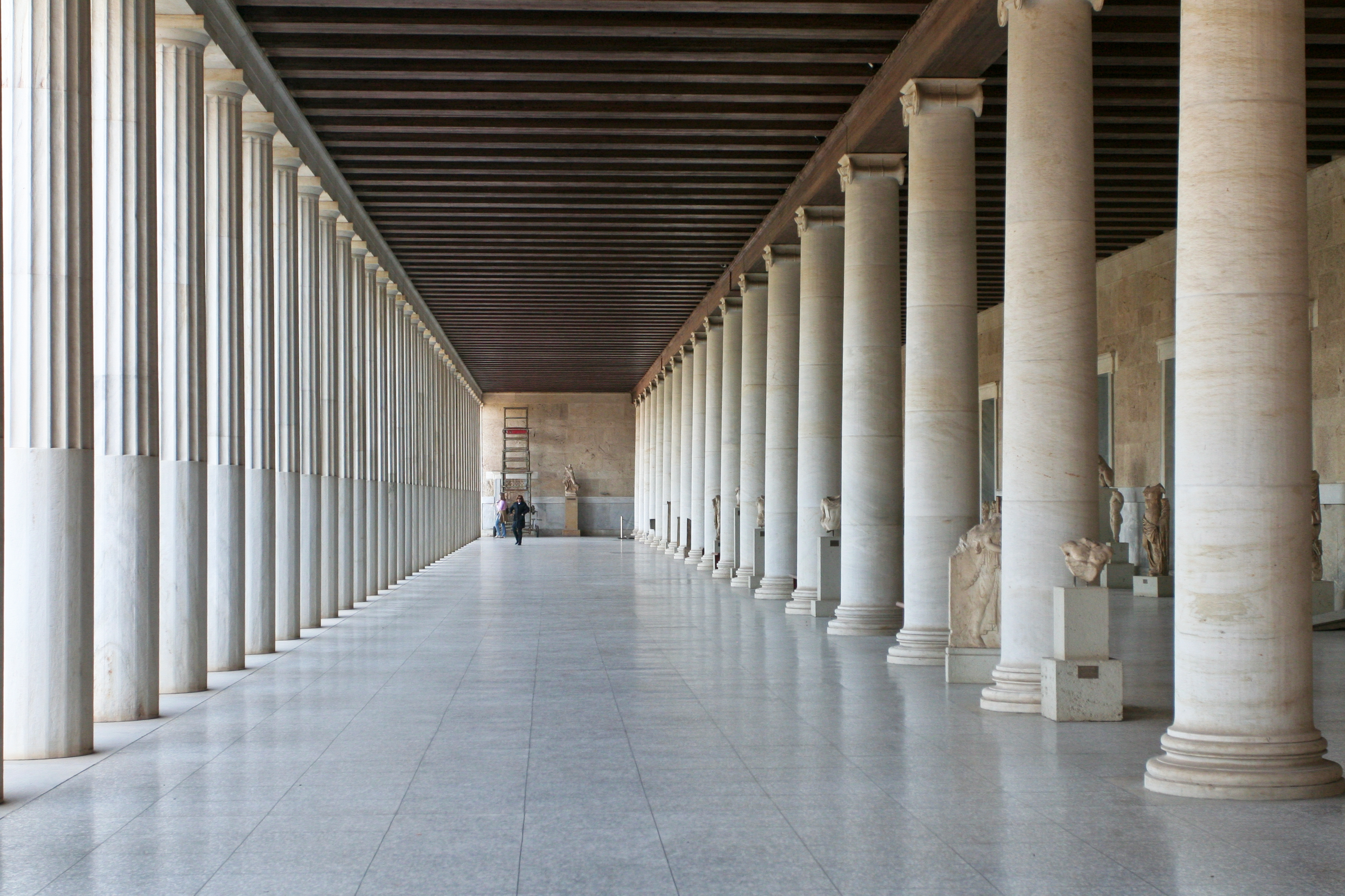
Стоя Аттала в реконструированной Афинской агоре
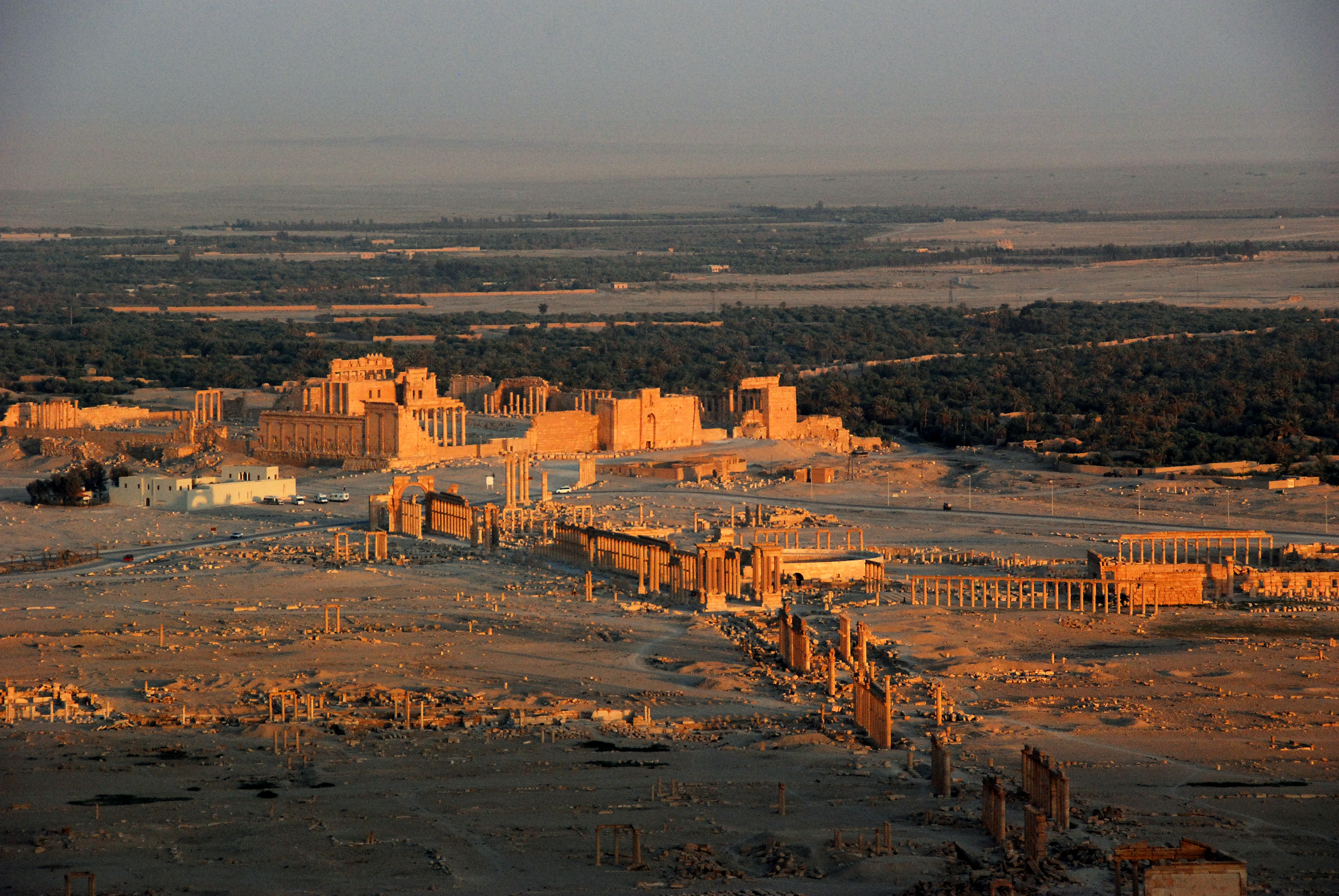
Большая колоннада в Пальмире, Сирия
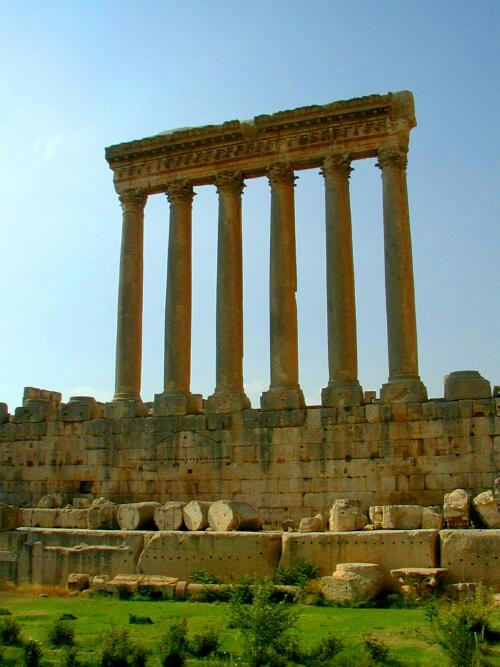
Баальбек, Ливан
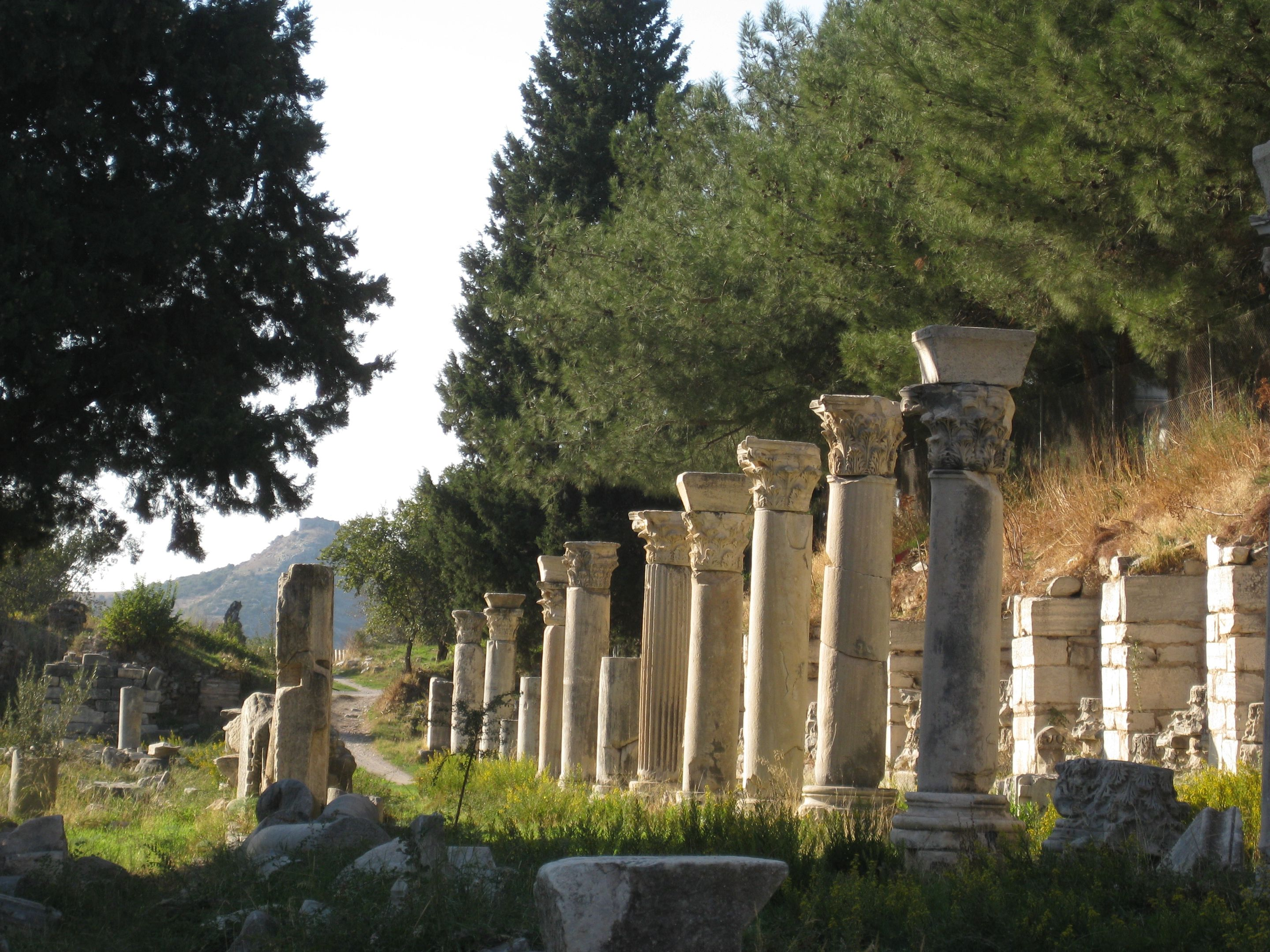
Эфес
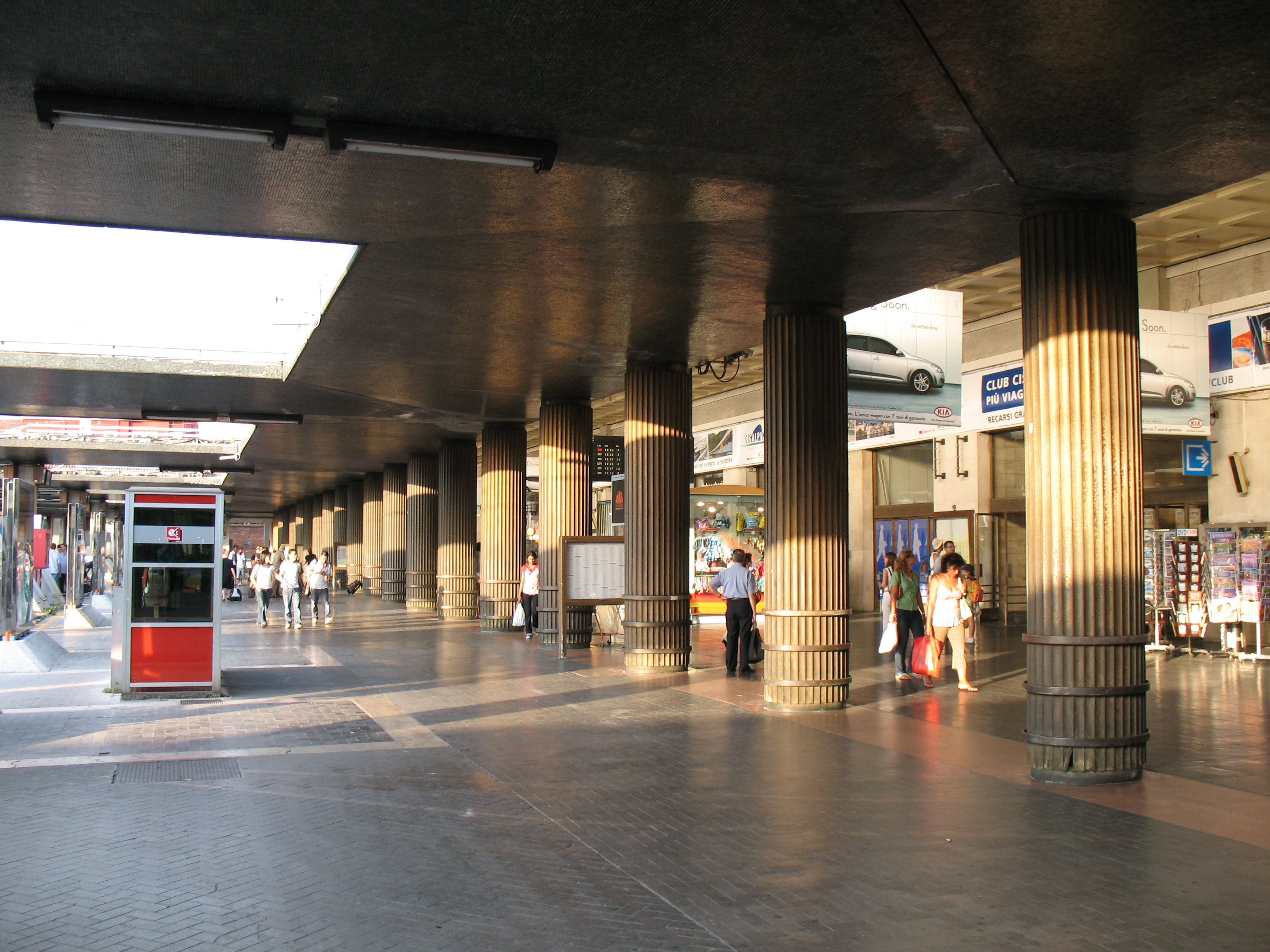
Современная колоннада на вокзале Санта-Лючия в Венеции

### Эпохи Возрождения и барокко

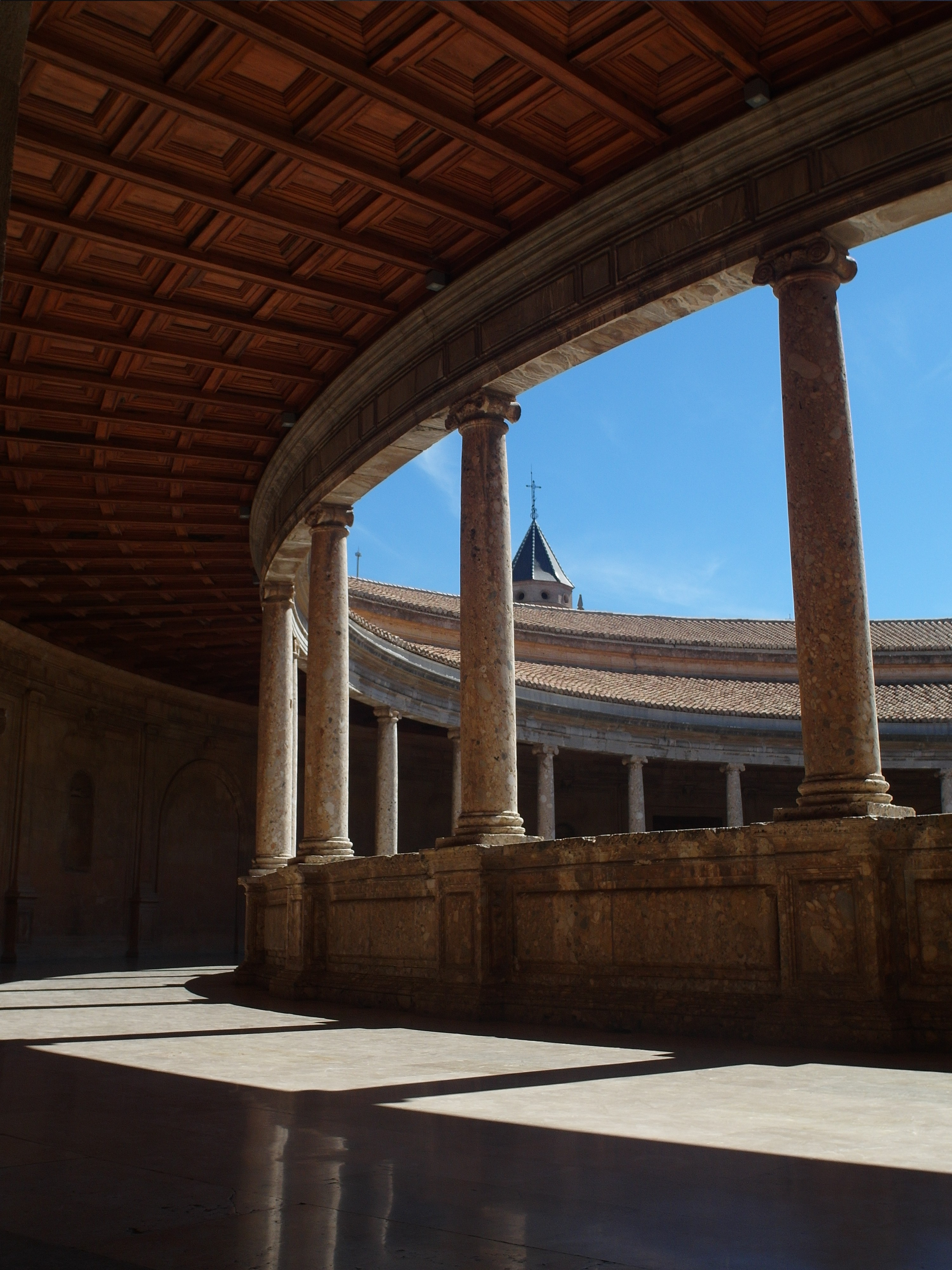
Дворец Карла V, Гранада (1527 г.)
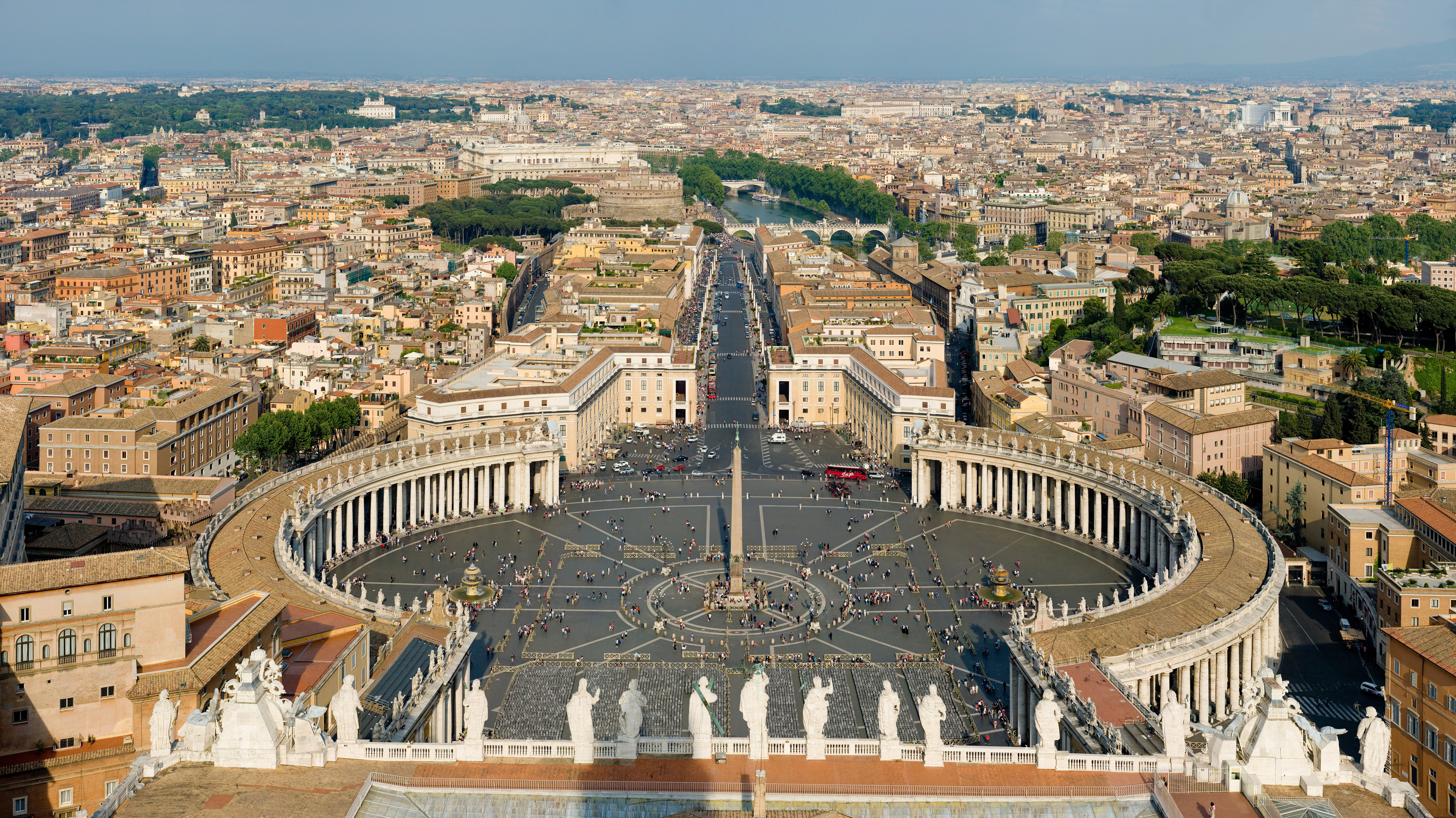
Колоннада площади Святого Петра работы Бернини, Ватикан (1660-е гг.)
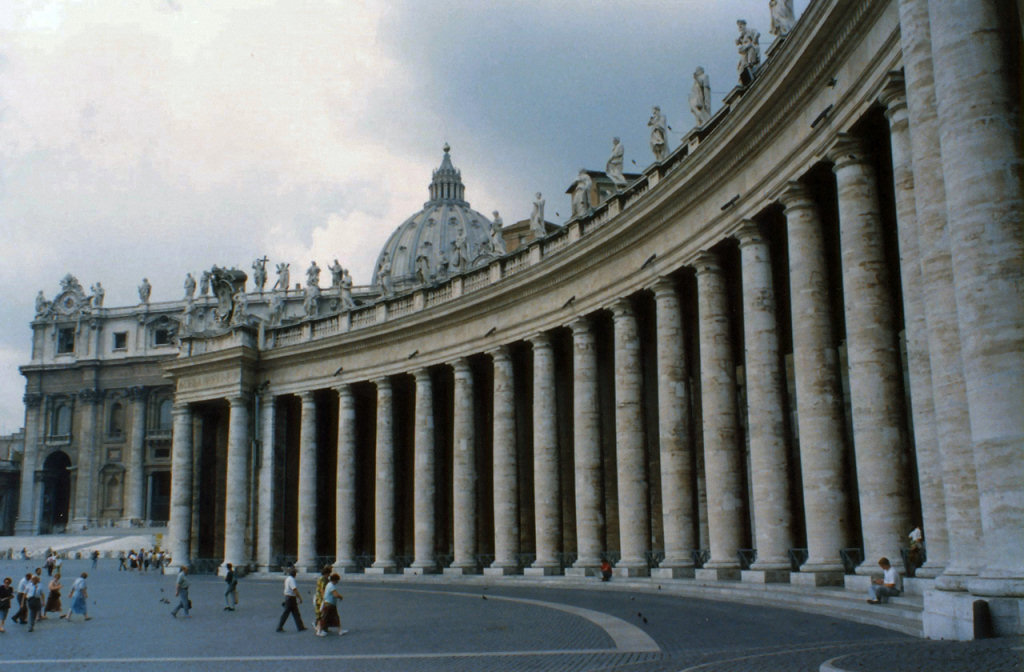
Деталь колоннады площади Святого Петра
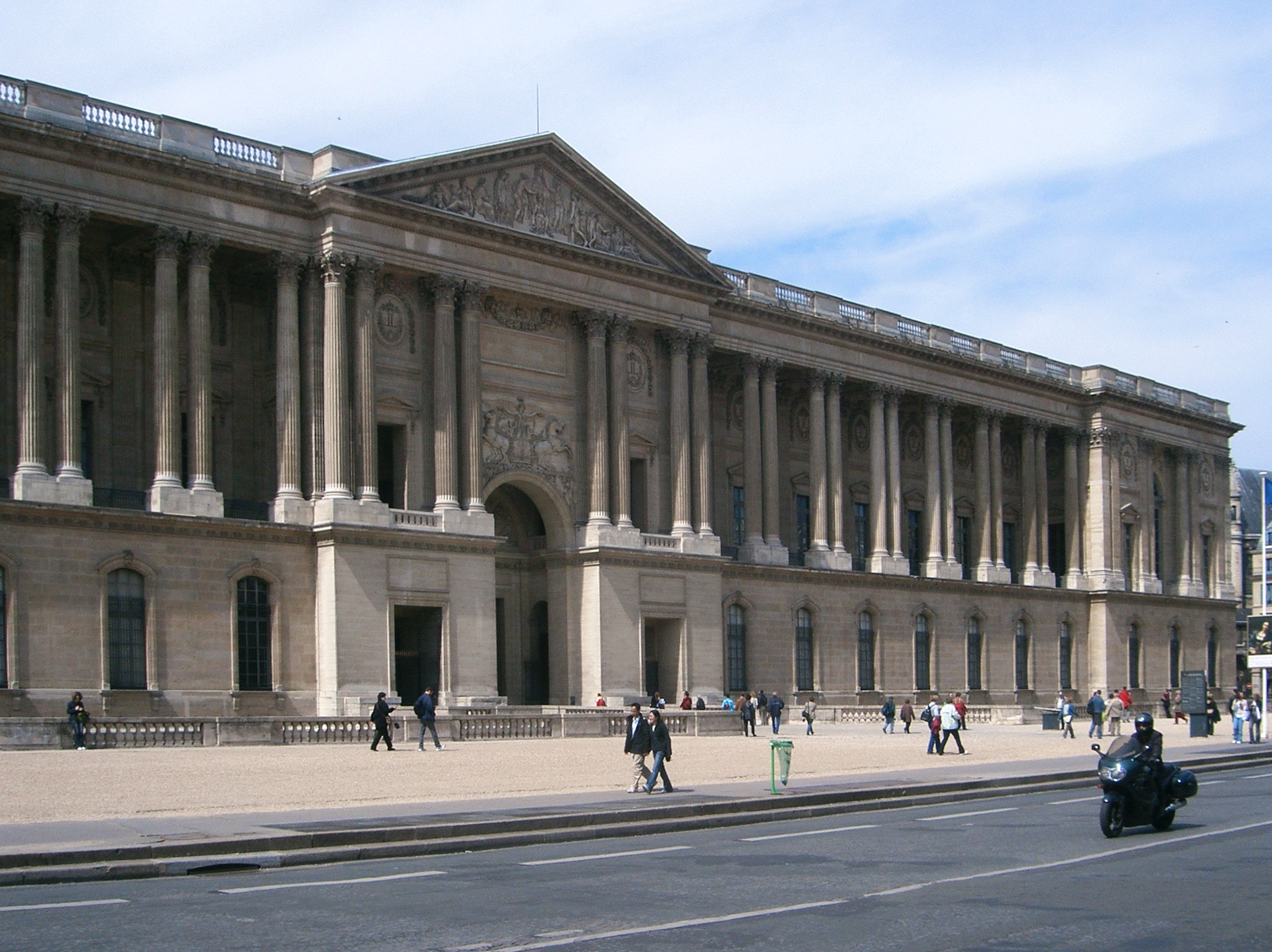
Колоннада Лувра[англ.]*, Париж (1670)

### Неоклассические

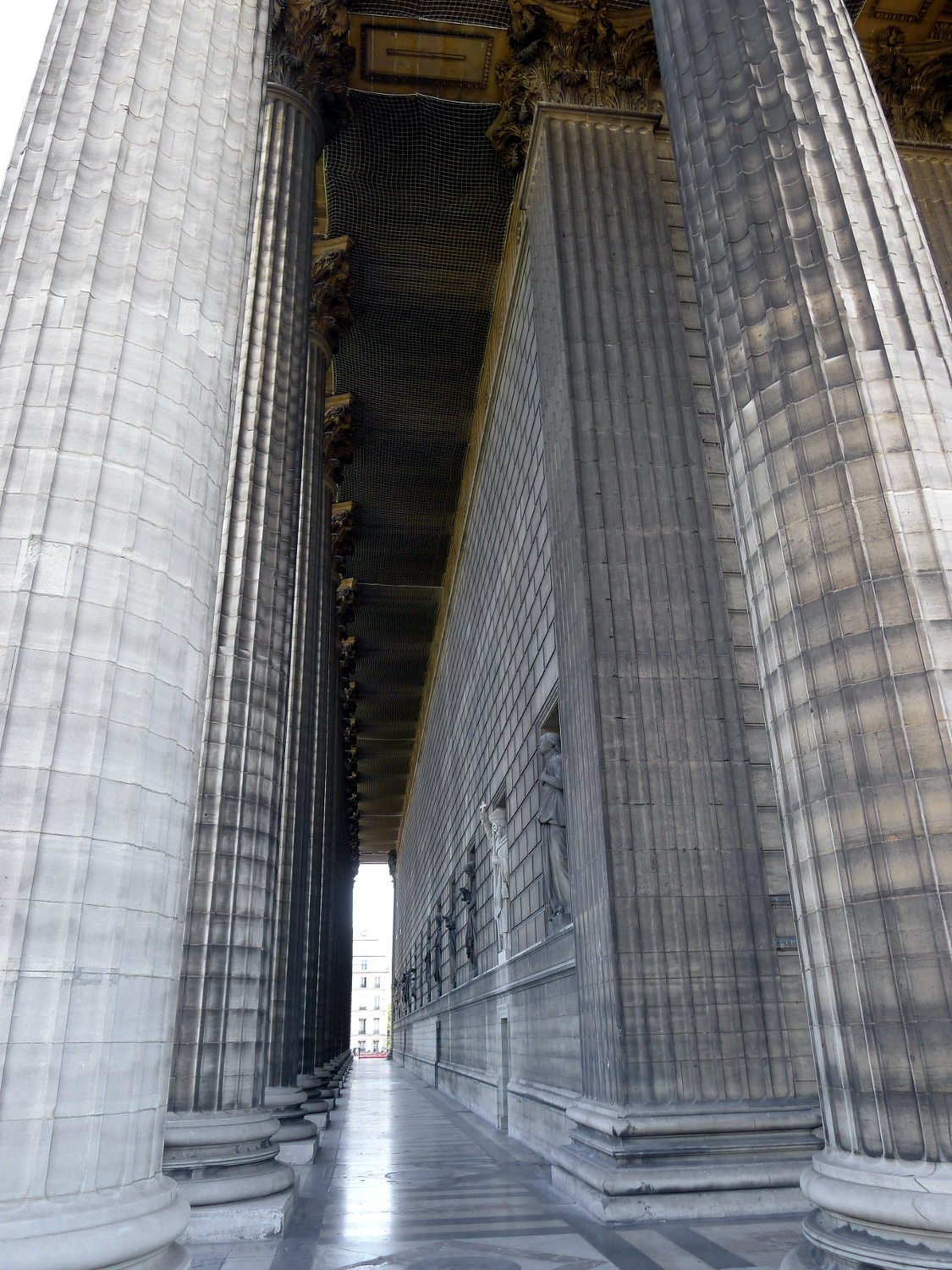
Церковь Мадлен (Париж) (освящена в 1842 г.)
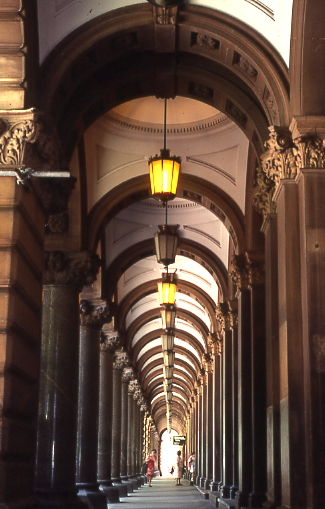
Сводчатая колоннада в Главпочтамте (Сидней)[англ.] (1890-е гг.)
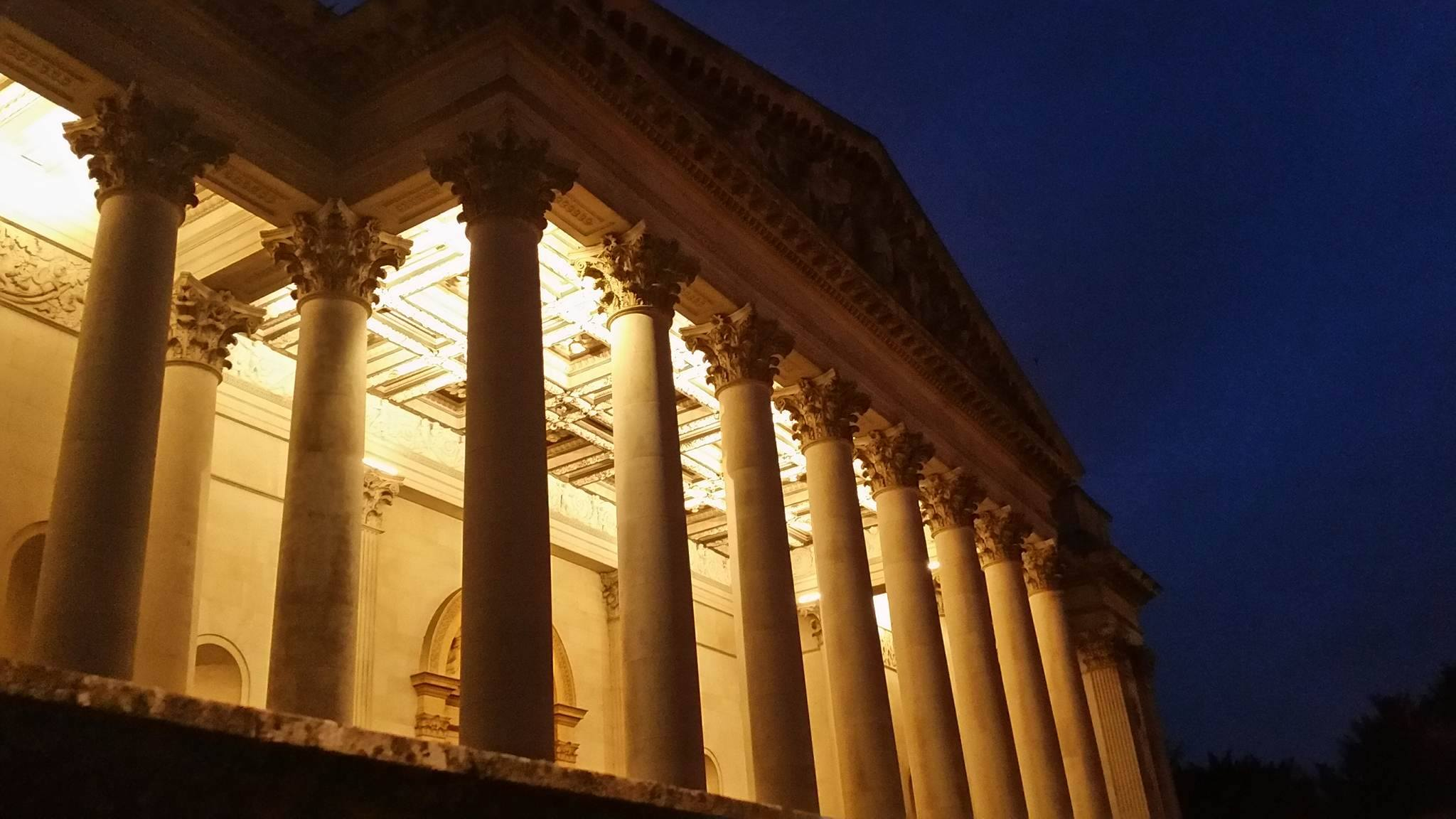
Главный вход в Музей Фицуильяма, Кембриджский университет (XIX век)
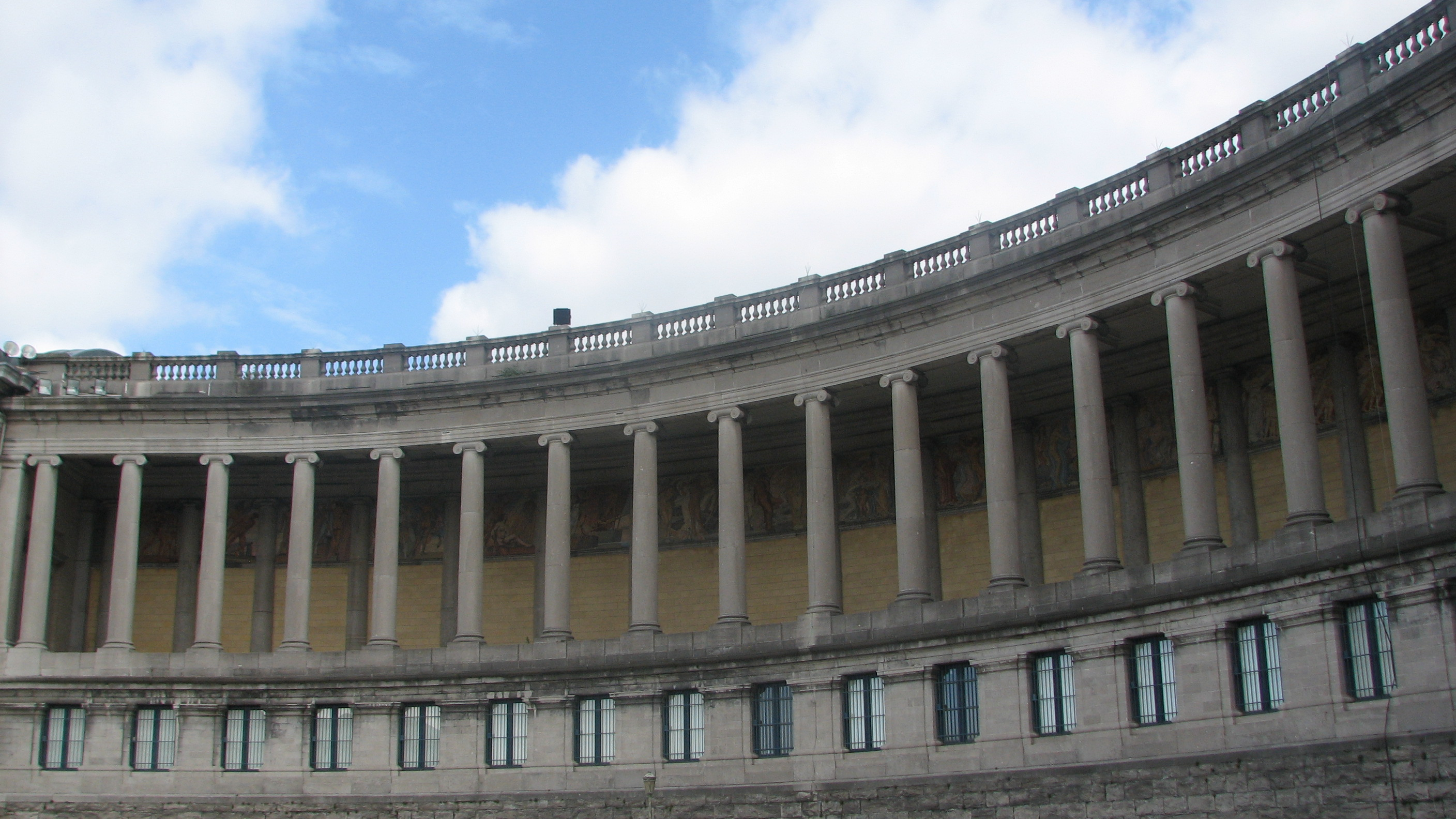
Колоннада Аркады пятидесятилетия[англ.], Брюссельский столичный регион (1905 г.)
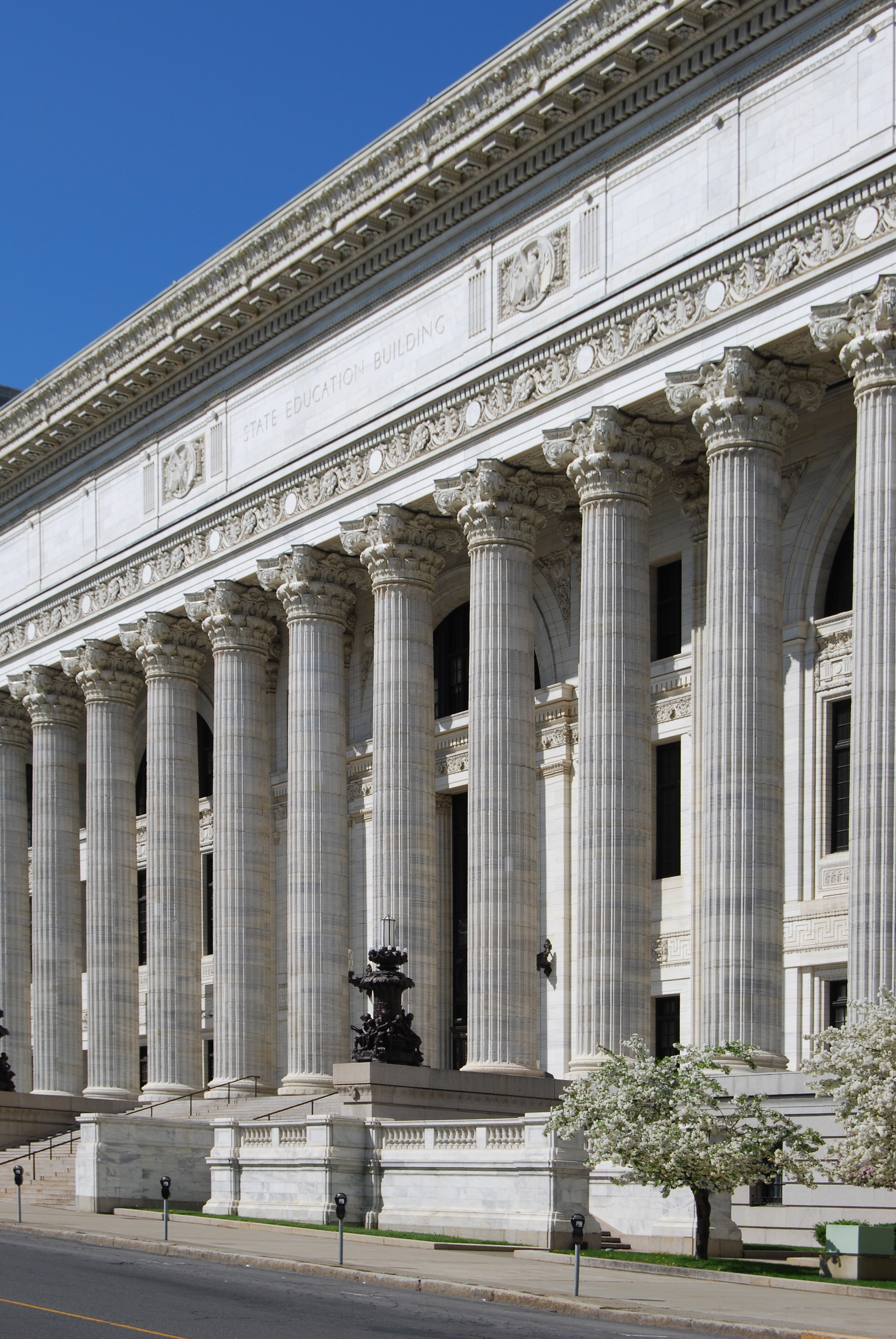
Здание Департамента образования штата Нью-Йорк, Олбани, Нью-Йорк (1912 г.)

### Современные интерпретации

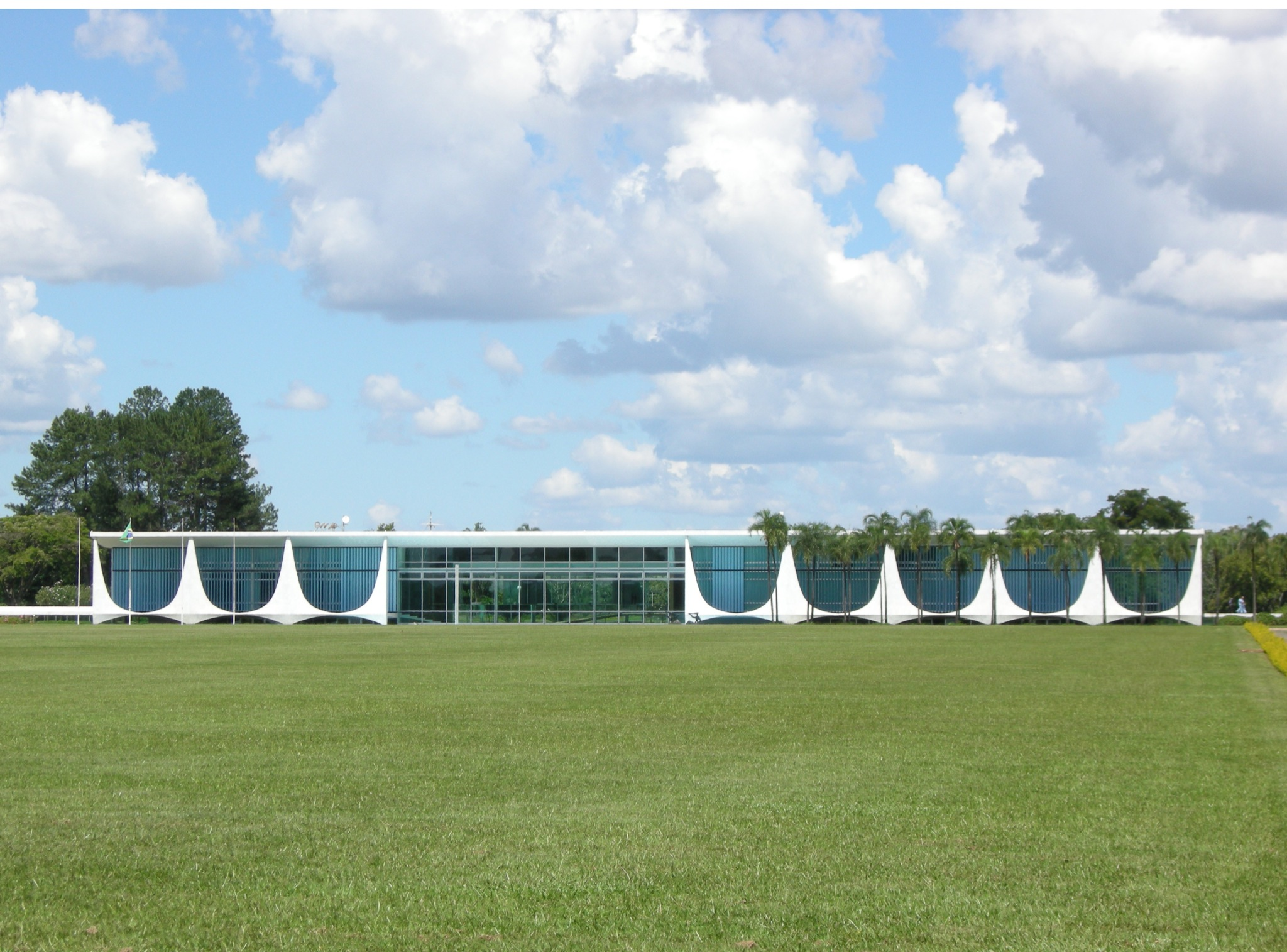
Дворец Алворада, автор Оскар Нимейер, в Бразилиа, Бразилия (1958 г.)
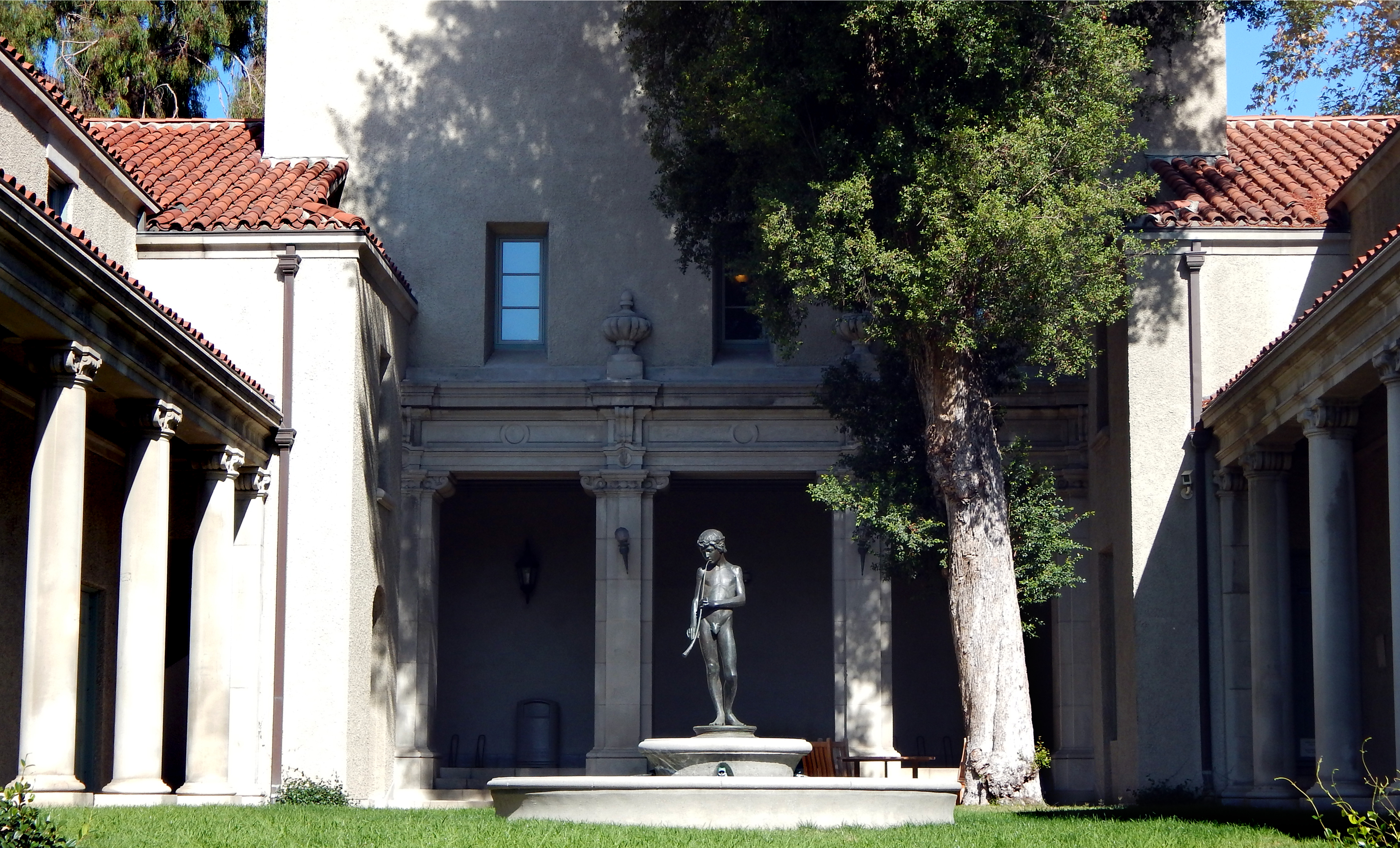
Лебус Корт, Музыкальный зал Бриджеса[англ.], Колледж Помоны, автор Майрон Хант[англ.] в Клермонте, Калифорния, США (1915 г.)
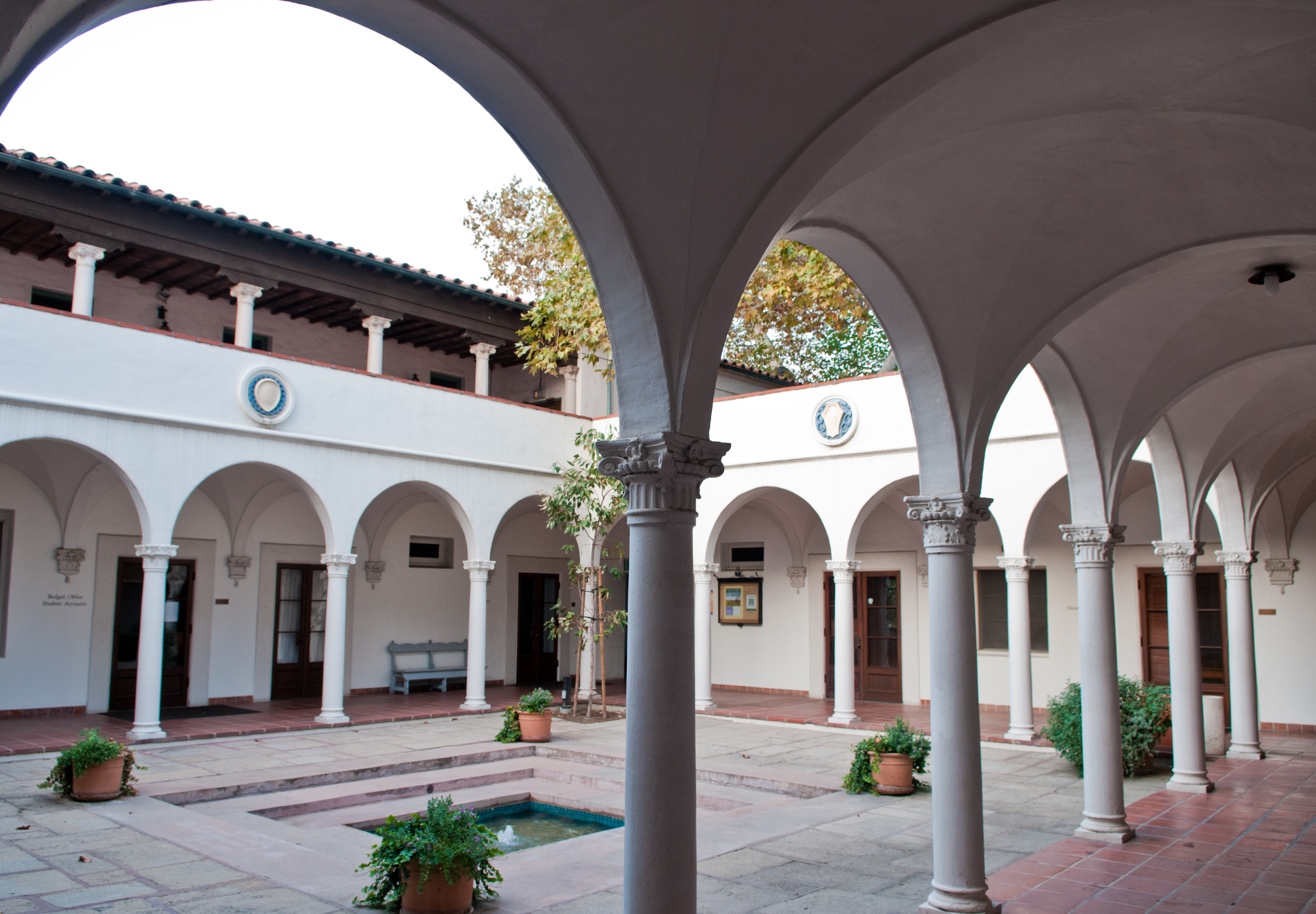
Балч-холл, Колледж Скриппса[англ.], авторы Самнер Хант[англ.] и Гордон Кауфманн в Клермонте, Калифорния, США (1929 г.)